# 플란데런의 총리
플란데런의 총리(네덜란드어: Minister-president van Vlaanderen 미니스터르프레시덴트 판 플란데런[*])는 플람스 정부의 수반이다.
현임 총리는 2014년 7월부터 재임중인 헤이르트 부르주아다.

## 선임 절차
플람스 의회 선거가 끝나면 의회에서 각료 11인으로 플람스 정부를 구성한다. 대개 연정에 참여한 정당 중 가장 다수당에서 총리가 나온다. 다른 모든 각료들과 함께 플람스 의회 앞에서 취임선서를 한 뒤, 플란데런 총리는 벨기에인의 왕 앞에서 따로 선서를 한 번 더 한다.

## 역대 총리
| 대수                    | 대수 | 사진                    | 성명 (생몰)                   | 임기             | 임기            | 정당                   | 선거           | 내각                    | 내각                            |
| ----------------------- | ---- | ----------------------- | ----------------------------- | ---------------- | --------------- | ---------------------- | -------------- | ----------------------- | ------------------------------- |
|                         | 1    |                         | 가스톤 헨스 (1931–2002)       | 1981년 12월 22일 | 1992년 1월 21일 | 기독교민주당과 플람스  | 1981년         | 제1차 헨스 정부         | CVP-PVV-SP-VU                   |
| 1985년                  | 1    | 제2차 헨스 정부         | 가스톤 헨스 (1931–2002)       | 1981년 12월 22일 | 1992년 1월 21일 | 기독교민주당과 플람스  | CVP-PVV        |                         |                                 |
| 1987년                  | 1    | 제3차 헨스 정부         | 가스톤 헨스 (1931–2002)       | 1981년 12월 22일 | 1992년 1월 21일 | 기독교민주당과 플람스  | CVP-PVV        |                         |                                 |
| 1987년                  | 1    | 제4차 헨스 정부         | 가스톤 헨스 (1931–2002)       | 1981년 12월 22일 | 1992년 1월 21일 | 기독교민주당과 플람스  | CVP-SP-PVV-VU  |                         |                                 |
|                         | 2    |                         | 루크 판 덴 브란데 (born 1945) | 1992년 1월 21일  | 1999년 7월 13일 | 기독교민주당과 플람스  | 1991년         | 제1차 판 덴 브란데 정부 | CVP-SP                          |
| 제2차 판 덴 브란데 정부 | 2    | CVP-SP-VU               | 루크 판 덴 브란데 (born 1945) | 1992년 1월 21일  | 1999년 7월 13일 | 기독교민주당과 플람스  | 1991년         |                         |                                 |
| 제3차 판 덴 브란데 정부 | 2    | CVP-SP-VU               | 루크 판 덴 브란데 (born 1945) | 1992년 1월 21일  | 1999년 7월 13일 | 기독교민주당과 플람스  | 1991년         |                         |                                 |
| 1995년                  | 2    | 제4차 판 덴 브란데 정부 | 루크 판 덴 브란데 (born 1945) | 1992년 1월 21일  | 1999년 7월 13일 | 기독교민주당과 플람스  | CVP-SP         |                         |                                 |
|                         | 3    |                         | 파트리그 더발 (1955년- )      | 1999년 7월 13일  | 2003년 6월 5일  | 열린 플람스 자유민주당 | 1999년         | 더발 정부               | VLD-SP-AGL-VU-ID                |
|                         | 4    |                         | 바르트 소메르스 (1964년- )    | 2003년 6월 11일  | 2004년 7월 20일 | 열린 플람스 자유민주당 | —              | 소메르스 정부           | VLD-sp.a-Groen!-Spirit          |
|                         | 5    |                         | 이퍼 러테르머 (1960년- )      | 2004년 7월 20일  | 2007년 6월 28일 | 기독교민주당과 플람스  | 2004년         | 러테르머 정부           | CVP-sp.a-Spirit-VLD-Vivant-N-VA |
|                         | 6    |                         | 크리스 페터르스 (1962년- )    | 2007년 6월 28일  | 2014년 7월 25일 | 기독교민주당과 플람스  | —              | 제1차 페터르스 정부     | CD&V-sp.a-Spirit-VLD-N-VA       |
| 2009년                  | 6    | 제2차 페터르스 정부     | 크리스 페터르스 (1962년- )    | 2007년 6월 28일  | 2014년 7월 25일 | 기독교민주당과 플람스  | CD&V-sp.a-N-VA |                         |                                 |
|                         | 7    |                         | 헤이르트 부르주아 (1951년- )  | 2014년 7월 25일  | 현임            | 신플람스 연맹          | 2014년         | 부르주아 정부           | N-VA-CD&V-Open Vld              |

## 같이 보기
- 벨기에의 총리
- 플람스 의회
- 플람스 정부